# Dargun
Dargun est une ville du Mecklembourg-Poméranie-Occidentale en Allemagne.

## Géographie
Dargun est située dans une vallée latérale de la Peene, à quelques kilomètres au nord du lac de Kummerow et de la région naturelle de la Suisse mecklembourgeoise.

## Jumelages
- Hohenlockstedt (Allemagne)
- Skælskør (Danemark)
- Karlino (Pologne)